# Bockhornsklöver
Bockhornsklöver (Trigonella foenum-graecum) är en ettårig ört som används som krydda, främst i persisk, indisk och thailändsk matlagning. Örten växer vilt från östra medelhavsområdet till Kina, men odlas över hela världen. 

## Historia
Bockhornsklövern har en lång historia. De äldsta fynden kommer från Iran och är daterade till omkring 4000 år f.Kr. I Tutankhamons grav, från omkring år 1300 f.Kr., har man hittat bockhornsklöverfrön.
Inom folkmedicinen har kryddan använts för att öka mjölkproduktionen hos ammande kvinnor, förbättra matsmältningen och lindra hudirritation.
Det latinska artnamnet betyder "grekiskt hö".

## Användning

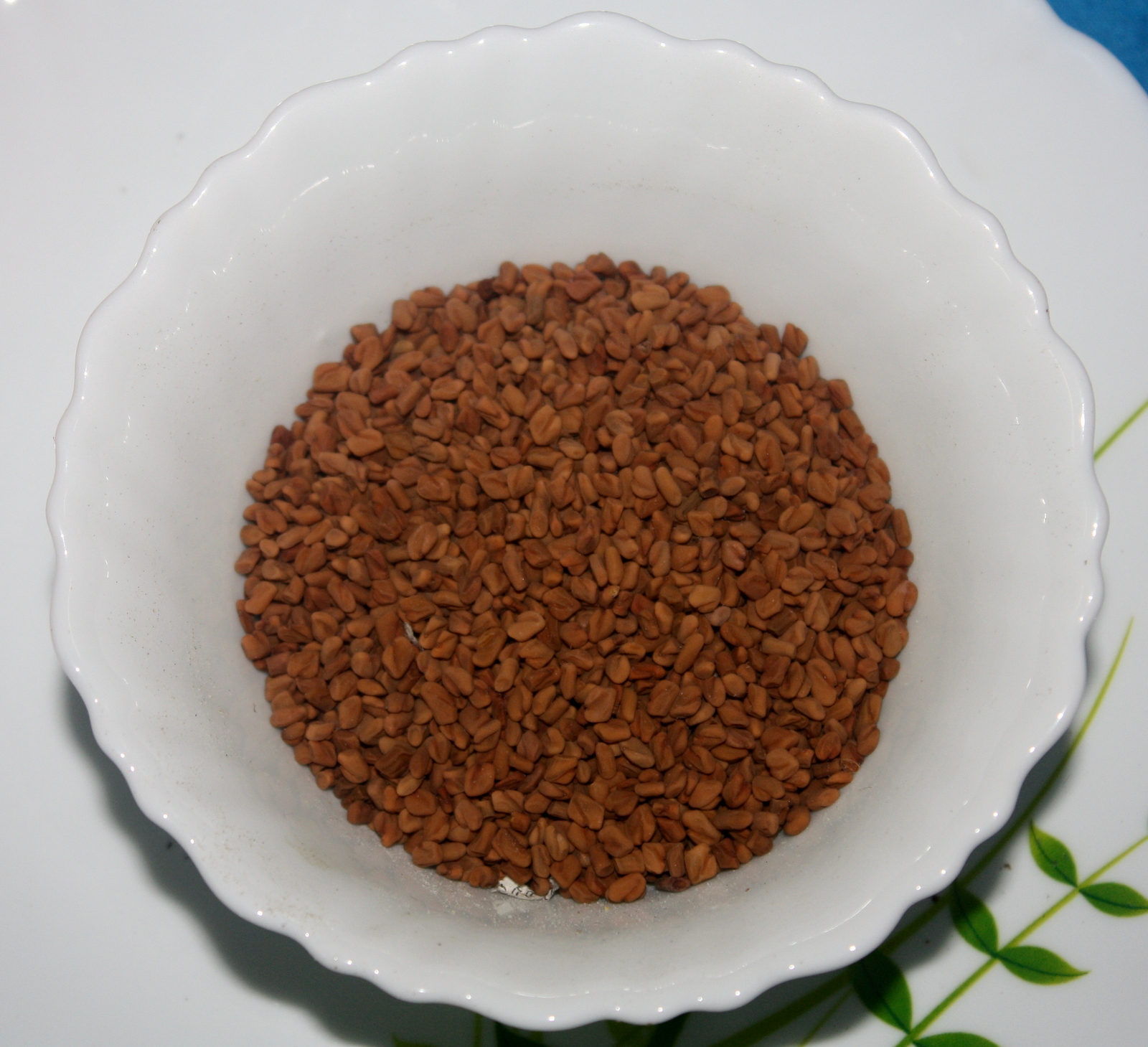

Bockhornsklöver används främst i det indiska köket men förekommer också i Nordafrika och från Mellanöstern österut mot Kina.
Fröna används både malda och hela och de späda bladen och skotten av bockhornsklöver kan användas som grönsak. De malda fröna ingår i flera kryddblandningar, bland annat curry.

### Medicinsk användning
Inom folkmedicinen används bockhornsklöver invärtes mot undervikt, och utvärtes mot furunklar, karbunklar och nagelinflammationer. Använd del är växtens frön. Växten tillskrivs även en mjölksekretionsökande verkan. Dess innehåll av steroidsaponinet diosgenin (bundet till socker) är utgångsmaterial för syntes av steroidhormoner, t.ex. i p-piller. Bockhornsklöver kan ha en betydande effekt på totalt serumtestosteron. Resultat från kliniska prövningar tyder på att fenugreek-extrakt som tillskott påverkar serumets totala testosteronnivåer hos män.

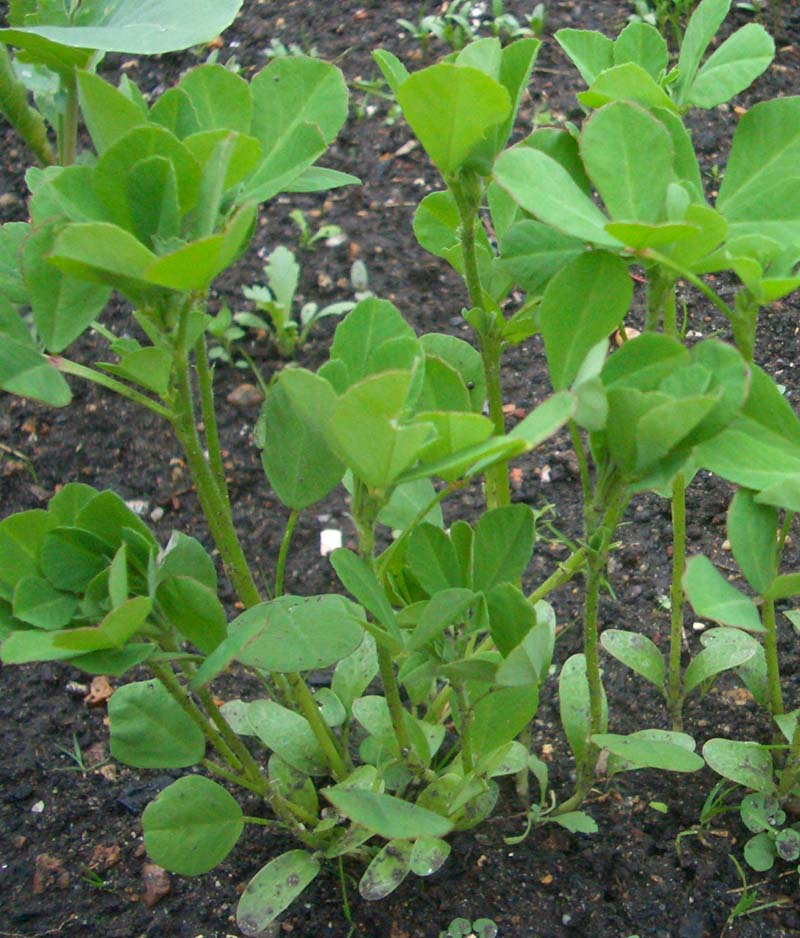
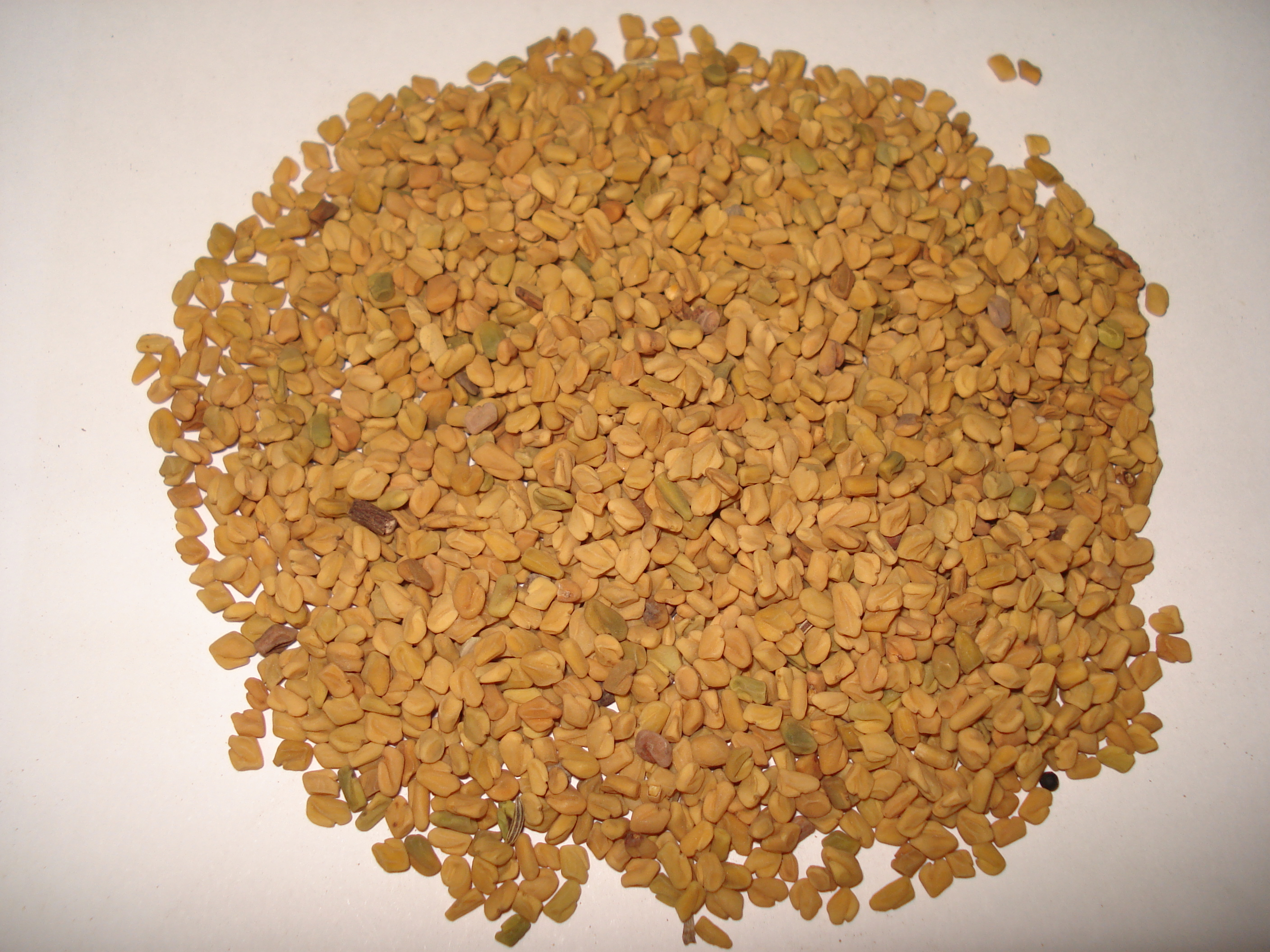

## Sjukdomsutbrott
Under 2011 inträffade ett utbrott med över 4 000 fall i norra Tyskland där över 50 personer avled med en ovanlig variant av E. coli. Smittkällan var groddar från bockhornsklöverfrön importerade från Egypten.